# 阿拉薩
阿拉薩（英語：Joof Alasan，直译：「喬夫·阿拉桑」，2002年1月8日—）為甘比亞男子籃球運動員，場上位置為前鋒，現效力於超級籃球聯賽台灣啤酒。

## 早年
阿拉薩出生於甘比亞，12歲開始接觸籃球，打過塞內加爾甲級聯賽兩年，2020年初在高景炎引薦下準備前往臺灣，但礙於中華民國在甘比亞沒有辦事處，阿拉薩需至泰國辦理證件，2020年3月因碰上COVID-19疫情而滯留在泰國八個月，直到2020年11月才抵達臺灣加入P. LEAGUE+新竹街口攻城獅擔任練習生，之後進入永平工商就讀。
2021年8月，阿拉薩考上國立臺灣藝術大學廣播電視學系進修學士班。110學年度大專籃球聯賽阿拉薩以場均19.1分、15.2籃板與2.1阻攻的成績收下得分王、籃板王以及阻攻王殊榮。阿拉薩在八強複賽首戰對上國立體育大學時右手掌骨裂，球季提前報銷，而臺藝大最終未晉級四強賽，以第七名作收。阿拉薩於2022年6月回歸球隊。2023年1月17日，阿拉薩在對上僑光科技大學一役，出賽了33分5秒，兩分球24投16中，三分球12投5中，罰球9罰4中，攻下個人生涯新高51分。阿拉薩111學年度大專籃球聯賽以場均23.6分、17.8籃板蟬聯得分王與籃板王頭銜。

## 在臺職業生涯
2023年7月11日，阿拉薩在P. LEAGUE+新人選秀會第一輪第一順位獲得新竹街口攻城獅青睞，成為選秀狀元。8月2日，攻城獅表示未能與阿拉薩達成簽約加盟共識。8月4日，T1聯盟台啤雲豹宣佈與阿拉薩簽下複數年合約，阿拉薩以外籍球員身分加盟球隊。2024年1月30日，阿拉薩在「大獅風雲賽」首次披上雲豹球衣亮相，出賽9分鐘收下3分。雲豹2023-24賽季不曾在T1聯盟登錄阿拉薩，因此阿拉薩整季沒有出賽紀錄。12月11日，雲豹與阿拉薩達成離隊共識，加盟超級籃球聯賽台灣啤酒參加第22季SBL。

## 外部連結
- 阿拉薩在fiba.basketball（英语）
- 阿拉薩在超級籃球聯賽官網
- 阿拉薩在Eurobasket.com（球員）（英语）
- 阿拉薩在Flashscore（英语）